# Yoshinori Ohsumi
Yoshinori Ohsumi (大隅 良典, Ōsumi Yoshinori) (大隅 良典, Ōsumi Yoshinori?) (Fukuoka, Japó, 9 de febrer de 1945) és un investigador i professor universitari japonès especialitzat en biologia cel·lular que desenvolupa la seva tasca docent a l'Institut Tecnològic de Tòquio (ara Institut de Ciències de Tòquio).
Entre altres distincions, va rebre el Premi Kyoto en Ciències Bàsiques l'any 2012 i el Premi Nobel de Medicina o Fisiologia el 2016 pels seus estudis sobre els mecanismes de l'autofàgia i el reciclatge cel·lular.

## Biografia
Yoshinori Ohsumi va néixer l'any 1945 a Fukuoka (Japó). Va accedir a la Universitat de Tòquio el 1963 i es va graduar el 1967; en aquesta etapa va investigar el mecanisme d'iniciació dels ribosomes d'Escherichia coli i la seva acció per efecte de la bacteriocina Col E3, produïda per algunes soques del bacteri i que inhibeix la síntesi proteica. El 1974 es va doctorar al mateix centre, però la seva tesi no va destacar i Ohsumi no va poder trobar feina. Aquest fet el va conduir a ocupar una plaça com a postdoctorat a la Universitat Rockefeller de Nova York fins al 1977, on va dedicar la seva investigació a la fecundació in vitro de ratolins.
Va retornar a la Universitat de Tòquio el 1977 com a investigador associat, on es va centrar en la recerca sobre la duplicació de l'ADN en llevat i on va esdevenir professor el 1988. Anys després, el 1996, es va incorporar a l'equip del Institut Nacional de Biologia Bàsica d'Okazaki. Entre els anys 2004 i 2009 també va exercir com a docent a la Universitat d'Estudis Avançats de Hayama, sempre al Japó.
El 2009 va esdevenir professor emèrit en ambdós centres i es va incorporar com a professor i investigador a l'Institut Tecnològic de Tòquio. Es va jubilar el 2014, però hi va continuar col·laborant com a professor i com a cap d'unitat de recerca en biologia cel·lular.
L'any 2016, després de rebre diversos premis científics d'àmbit nacional i internacional, li va ser concedit el Premi Nobel de Medicina o Fisiologia per les seves troballes en relació amb els mecanismes de l'autofàgia i el reciclatge cel·lular. Va rellevar en aquest guardó a la xinesa Youyou Tu, a l'irlandès William C. Campbell i al també japonès Satoshi Omura, que un any abans havien estat guardonats pels seus descobriments de noves teràpies contra la malària i les infeccions parasitàries.

## Premis

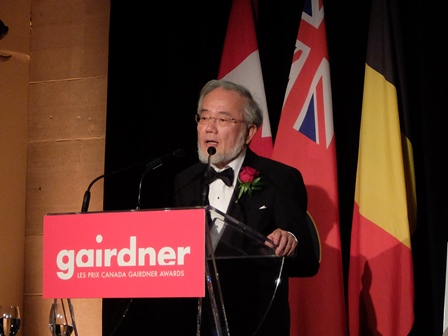
Ohsumi adreçant-se al públic del Museu Royal Ontario l'octubre de 2015, moment en què li va ser concedit el Premi Internacional de la Fundació Gairdner.

Yoshinori Oshumi ha estat guardonat amb els següents premis:
- Premi Fujihara, Fundació Fujihara de Ciència (2005)[4]
- Premi de l'Acadèmia del Japó, Acadèmia del Japó (2006)[4]
- Premi Asahi, Asahi Shimbun (2009)[4]
- Premi Kyoto en Ciències Bàsiques (2012)[4]
- Premi Internacional de la Fundació Gairdner (2015)[2]
- Premi Internacional en Biologia (2015)
- Premi Keio en Ciències Mèdiques (2015)
- Premi Rosenstiel (2015)
- Premi Wiley en Ciències Biomèdiques (2016)
- Premi Nobel dins Fisiologia o Medicina (2016)[1]